# حارب الحبسی
حارب الحبسی (عربی: حارب عبدالله حارب الحبسي؛ زادهٔ ۴ دسامبر ۱۹۸۶) بازیکن فوتبال اهل عمان است.
از باشگاه‌هایی که در آن بازی کرده‌است می‌توان به باشگاه فوتبال صور، باشگاه ورزشی فنجاء، و باشگاه فوتبال صحم اشاره کرد.
وی همچنین در تیم ملی فوتبال عمان بازی کرده‌است.